# Mikroform

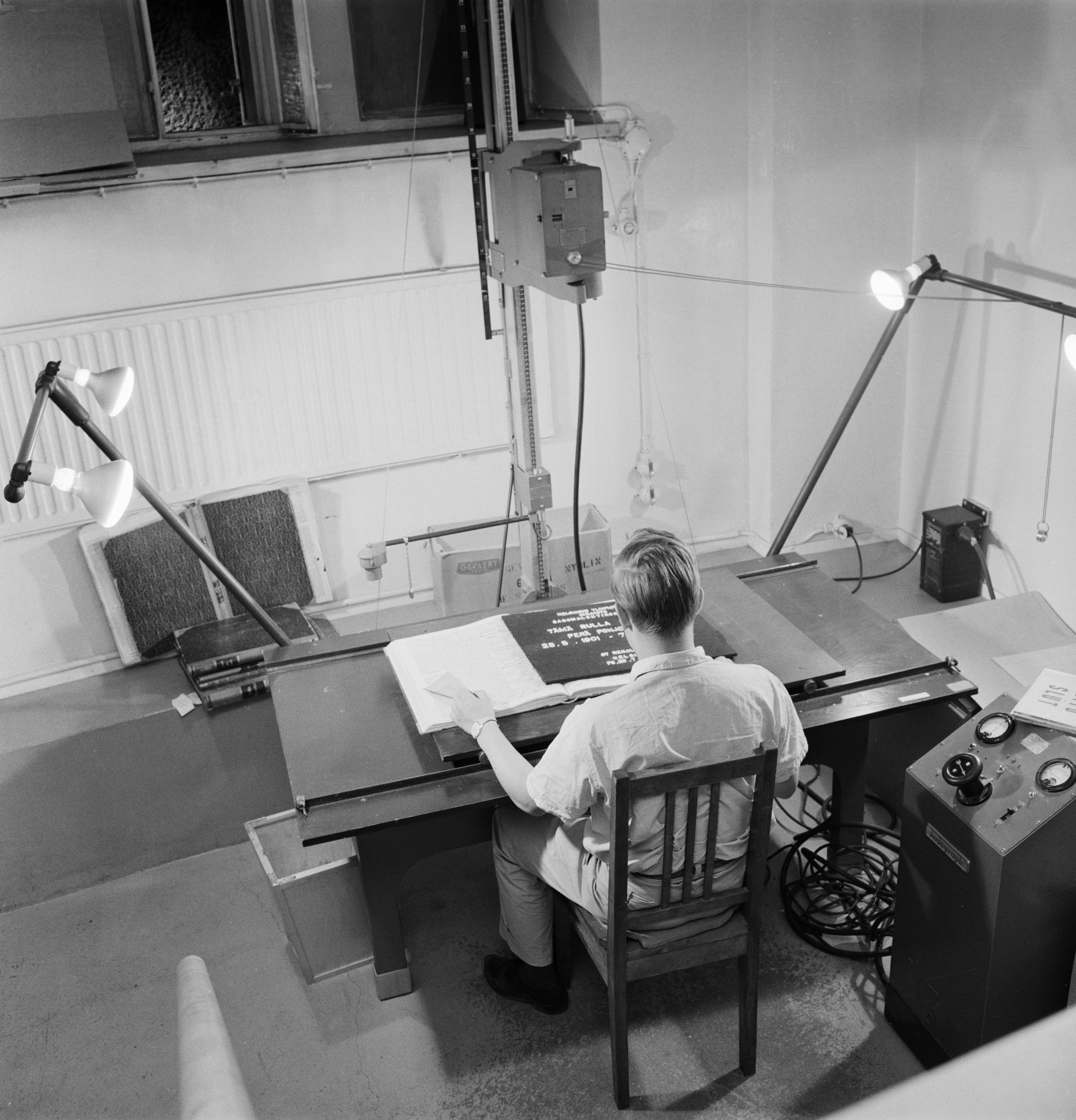
Mikrofilmning i Finland 1959

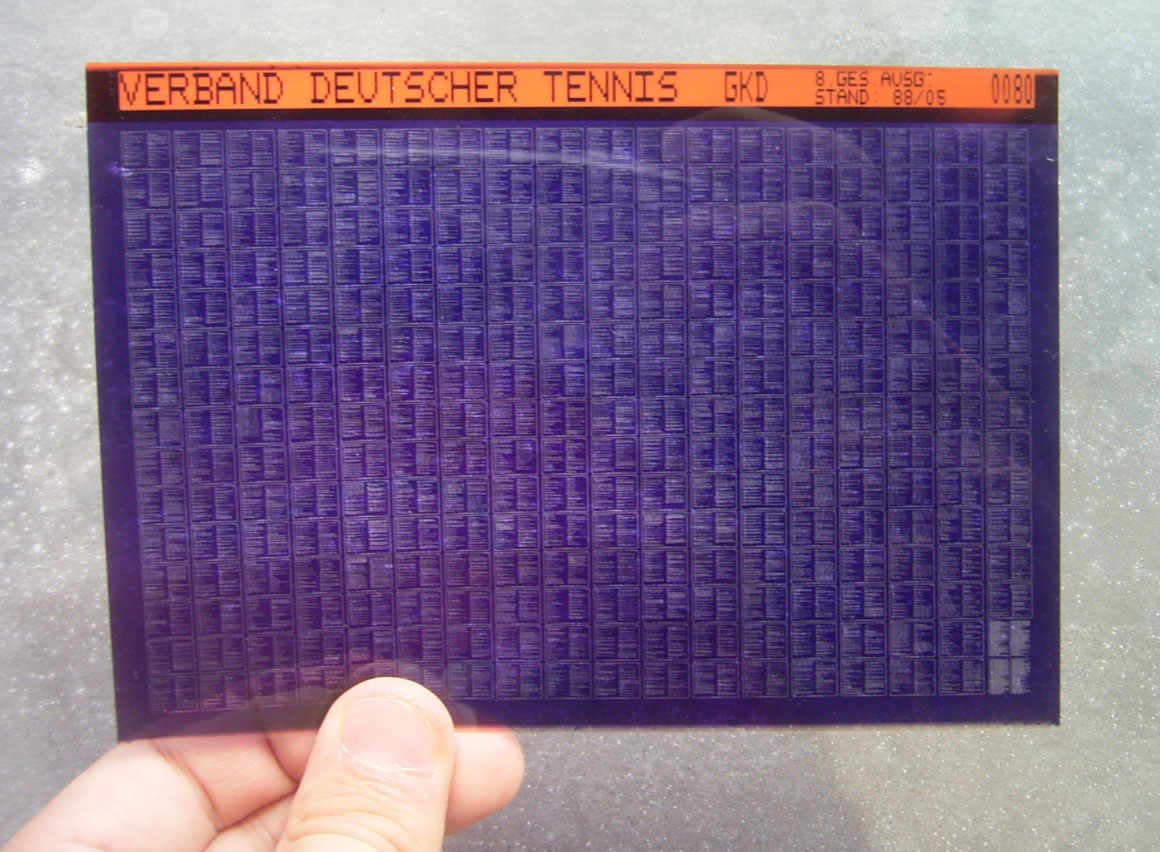
En mikrofiche

Mikroform är ett lagringsmedium för avbildningar av skrift eller bilder i förminskad form som endast kan läsas med hjälp av apparat. De vanligaste typerna av mikroform är mikrofilm och mikrofiche. Mikroform används ofta på bibliotek och forskningsinstitut.

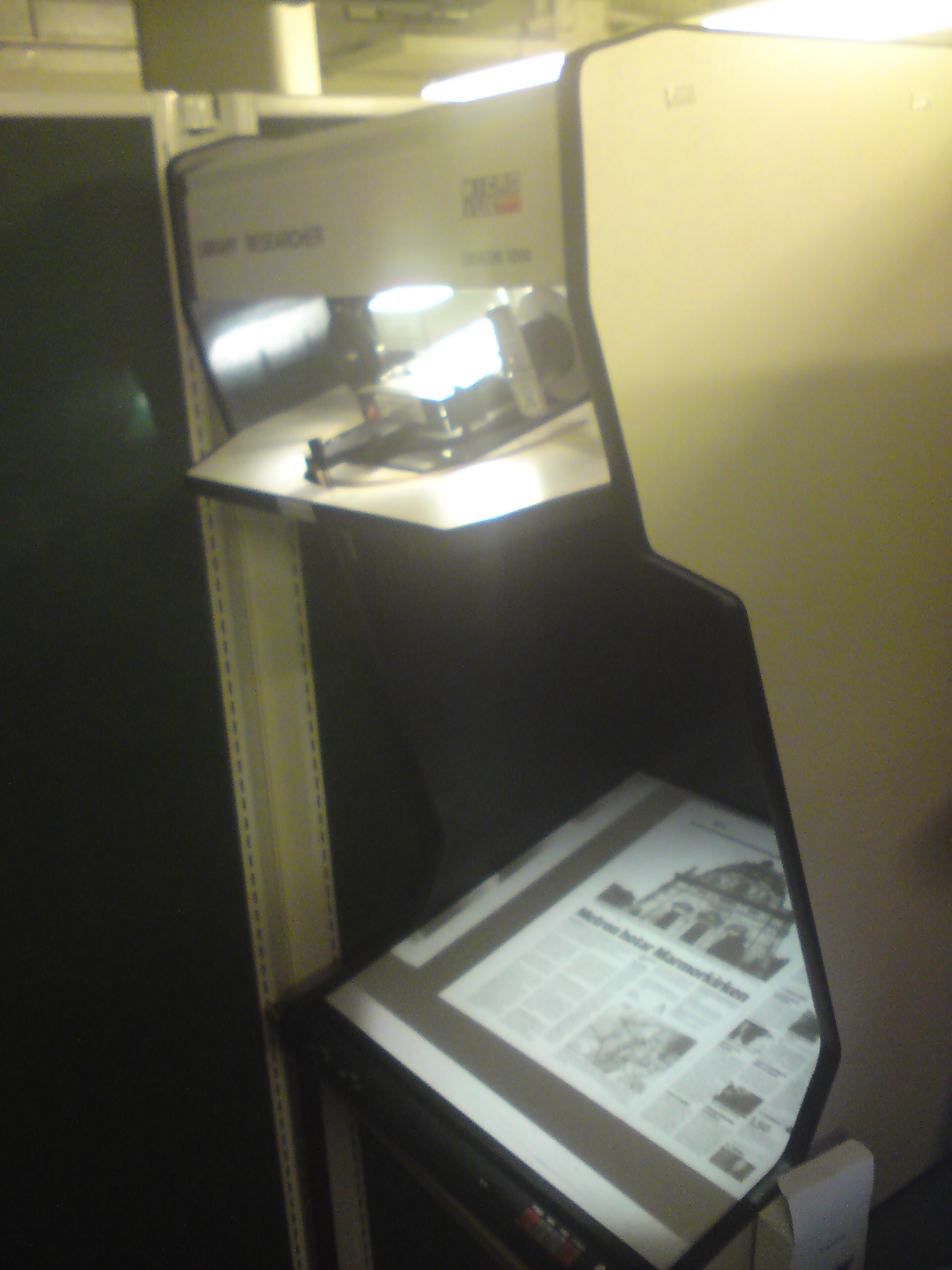
Maskin som läser mikrofilm. Filmen är monterad högst upp i maskinen, och projiceras på bottenplattan. Intill projiceringen finns knappar för att spola fram och tillbaka i filmen.